# 양벌초등학교
양벌초등학교는 대한민국 경기도 광주시에 위치한 공립 초등학교이다.

## 학교 연혁
- 2002. 01. 01 양벌초등학교 설립 인가
- 2004. 03. 01 양벌초등학교 개교
- 2004. 03. 01 25학급 편성(초등 24, 유치원 1학급)
- 2009. 07. 01 교육과학기술부지정 '사교육 없는 학교' 지정(2009. 07. 01 ~ 2012. 06. 30)
- 2010. 03. 01 경기도교육청지정 '과학교육선도학교' 운영(2010. 03. 01 ~ 2013. 02. 28)
- 2010. 09. 01 제4대 조정은 교장 취임
- 2012. 02. 17 제8회 졸업식(남91, 여91, 계182명, 총 1138명)
- 2012. 03. 01 33학급 편성(초등 32, 초특1) 유치원 3학급(유특1학급 포함)
- 2014. 02. 14 제10회 졸업식(159명, 총 1462명)
- 2014. 03. 01 제5대 윤상매 교장 취임
- 2015. 03. 01 33학급, 유치원 3학급 편성

## 참고 자료
- 양벌초등학교 - 한국교육학술정보원 학교알리미